# Orphnaeus guillemini
Orphnaeus guillemini är en mångfotingart som först beskrevs av Paul Gervais 1847.  Orphnaeus guillemini ingår i släktet Orphnaeus och familjen kamjordkrypare. Inga underarter finns listade i Catalogue of Life.